# Судовой руль
Судово́й руль (от нидерл. roer) — основной элемент корабельного пассивного рулевого устройства, вертикальная пластина (перо руля), поворачивающаяся на оси (баллере) в кормовой подводной части судна.
Баллер — стержень, на котором укреплено перо.
Румпель — рычаг для поворота руля. На больших судах, где силы человека недостаточно для того, чтобы повернуть руль, применяются различные рулевые приводы, позволяющие с помощью штурвала повернуть руль, не прилагая особых усилий.
Гельмпорт — труба, сквозь которую проходит верхняя часть баллера.
Руль служит для поворота корабля (судна) в ту или иную сторону при движении.

## Рули подразделяются на постоянные и подвесные

### Постоянные рули
- подвешеный за транцем
- подвешеный к плавнику за ахтерштевнем
- отдельно стоящий с кронштейном
- балансирный
- руль моторно-парусной яхты[4]

### Подвесные рули
В основном применяются на швертботах и килевых яхтах с обрезной транцевой кормой.
На швертботах чаще всего встречается подвесной руль с подъемным пером. У такого руля нет баллера, а перо на горизонтальной оси подвешено в деревянной или металической рулевой коробке, в нее и вставлен румпель. Перо руля может быть приподнято или совсем поднято из воды сорлинем-тросиком, коренной конец которого закреплен на пере, а другой пропущен через шкив на коробке или румпеле и может быть закреплен на румпеле в нужном положении.

## История
В судостроении руль как основной орган, обеспечивающий работу рулевого устройства корабля (судна) действует только на ходу корабля (судна) и в большинстве случаев располагается в кормовой части корабля (судна), то есть на корме. Обычно на корабле (судне) один руль. Но иногда для упрощения конструкции руля (но не рулевого устройства, которое при этом усложняется) ставят несколько рулей, сумма площадей которых должна быть равной расчётной площади пера руля.
Принцип действия — отклонение набегающего потока воды и передача направленного в противоположную сторону вращающего момента корме судна,.
Цельносварное полое внутри перо руля состоит из двух выпуклых наружных оболочек, имеющих с внутренней стороны ребра и вертикальные диафрагмы для повышения жесткости. По принципу расположения руля на оси вращения различают обыкновенный руль, балансирный и полубалансирный. У обыкновенного руля плоскость пера руля расположена сзади оси вращения. У балансирного руля перо расположено с двух сторон оси вращения, при этом передняя балансирная часть (площадью в пределах 20-30 % от площади задней) служит для компенсации поворотного усилия и снижения нагрузки. Полубалансирный руль отличается от балансирного тем, что его балансирная часть имеет меньшую высоту, чем основная.
Баллер руля приводится в движение электрической или гидравлической рулевой машиной.